# Piet Zwart Instituut
 (octobre 2020).
Le Piet Zwart Instituut est une école d'art et de design située à Rotterdam aux Pays-Bas. C'est l'institut pour la recherche et les études post-bachelor de la Willem de Kooning Academie. Son nom vient de Piet Zwart — designer, typographe et photographe néerlandais aujourd'hui décédé.
Trois formations y sont dispensées à ce jour :
- Fine Arts (beaux-arts)
- Media Design (design de media)
- Retail Design (design de produits)

## Programme de recherche
En plus des formations de mastère, le Piet Zwart Instituut propose un programme de recherche en Media Design, accueillant chaque année trois chercheurs.
Parmi les anciens chercheurs :  
- Brian Holmes
- Alexei Shulgin
- Bureau of Inverse Technology
- Lawrence Liang
- Florian Cramer
- Simon Yuill
- Peter Luining
- Lev Manovich
- Jodi

## Conférences
Les départements Fine Arts et Media Design proposent régulièrement des conférences publiques au sein de l'école.